# ТЕС Далія

ТЕС Далія – теплова електростанція у центральній частині Ізраїлю, за три десятки кілометрів на південь від Тель-Авіву. Використовує технологію комбінованого парогазового циклу.
У 2015 році на майданчику станції ввели в експлуатацію два однотипні енергоблоки потужністю по 417 МВт. У кожному з них встановлена одна газова турбіна, котра через котел-утилізатор живить одну парову турбіну. Загальна паливна ефективність такої схеми становить 58%.
Як паливо станція використовує природний газ, котрий подається по Центральному газопроводу. При цьому був укладений довгостроковий контракт на постачання ресурсу, видобутого на офшорному родовищі Тамар.
Враховуючи розташування у бідному на водні ресурси та віддаленому від моря районі, для станції обрали систему повітряного (сухого) охолодження.
Зв’язок із енергосистемою країни відбувається за допомогою ЛЕП, розрахованій на роботу під напругою 420 кВ.
Проект реалізували через компанію Dalia Power Energies, власниками якої є Energy Economy, Hiram Epsilon (по 43,3%), Sigma Epsilon (3,3%) та Israel Infrastructure Fund (10%). При цьому біч-о-біч з нею знаходиться введена раніше ТЕС Цафіт, яка належить державній Електричній компанії.